# Ellisina incrustans
Ellisina incrustans är en mossdjursart som först beskrevs av Campbell Easter Waters 1898.  Ellisina incrustans ingår i släktet Ellisina och familjen Calloporidae. Inga underarter finns listade i Catalogue of Life.